# Complejo Deportivo Sergio Matto
El Complejo Deportivo Sergio Matto es un estadio polifuncional de la ciudad de Canelones, Uruguay utilizado para fútbol sala, handball, baloncesto y hockey. Fue sede del Sudamericano de Futsal Sub-21 de 2016.

## Historia
El estadio es creado en honor a los exjugadores de la Selección de baloncesto de Uruguay ganadores de la medalla de bronce en los Juegos Olímpicos de Helsinki 1952 y los Juegos Olímpicos de Melbourne 1956. Debe su nombre al exjugador de Baloncesto, Sergio Matto dos veces ganador de la Medalla de Bronce, nacido en la ciudad de Las Piedras (Uruguay).

## Partidos internacionales
| 11 de diciembre de 2016, 16:30 | Uruguay | 4-4 | Argentina | Sudamericano de Futsal Sub-20 de 2016, Fase de grupos |  |

| 11 de diciembre de 2016, 20:30 | Bolivia | 2-2 | Chile | Sudamericano de Futsal Sub-20 de 2016, Fase de grupos |  |